# Bara Katra

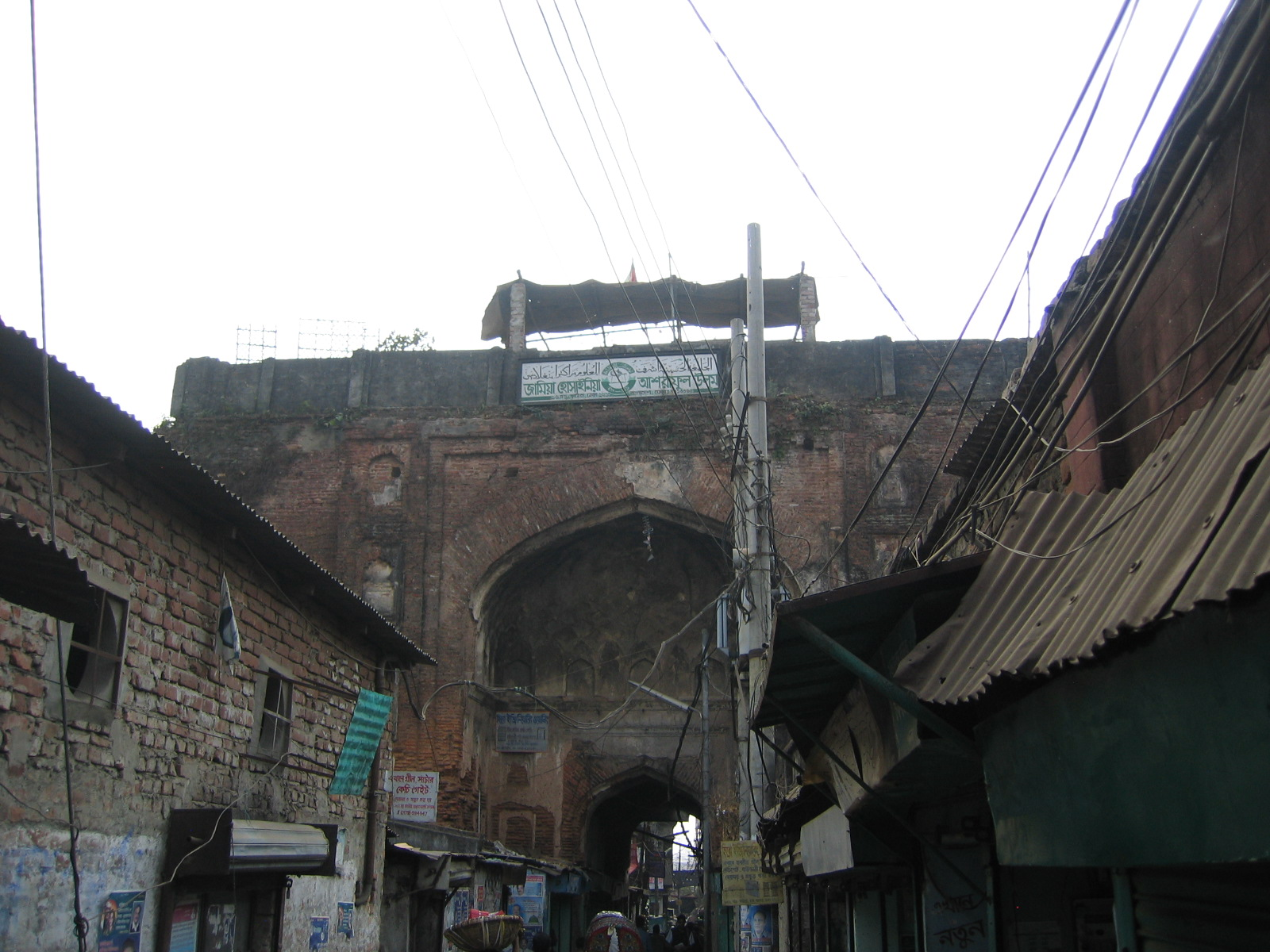
Een van de poorten van de Bara Katra

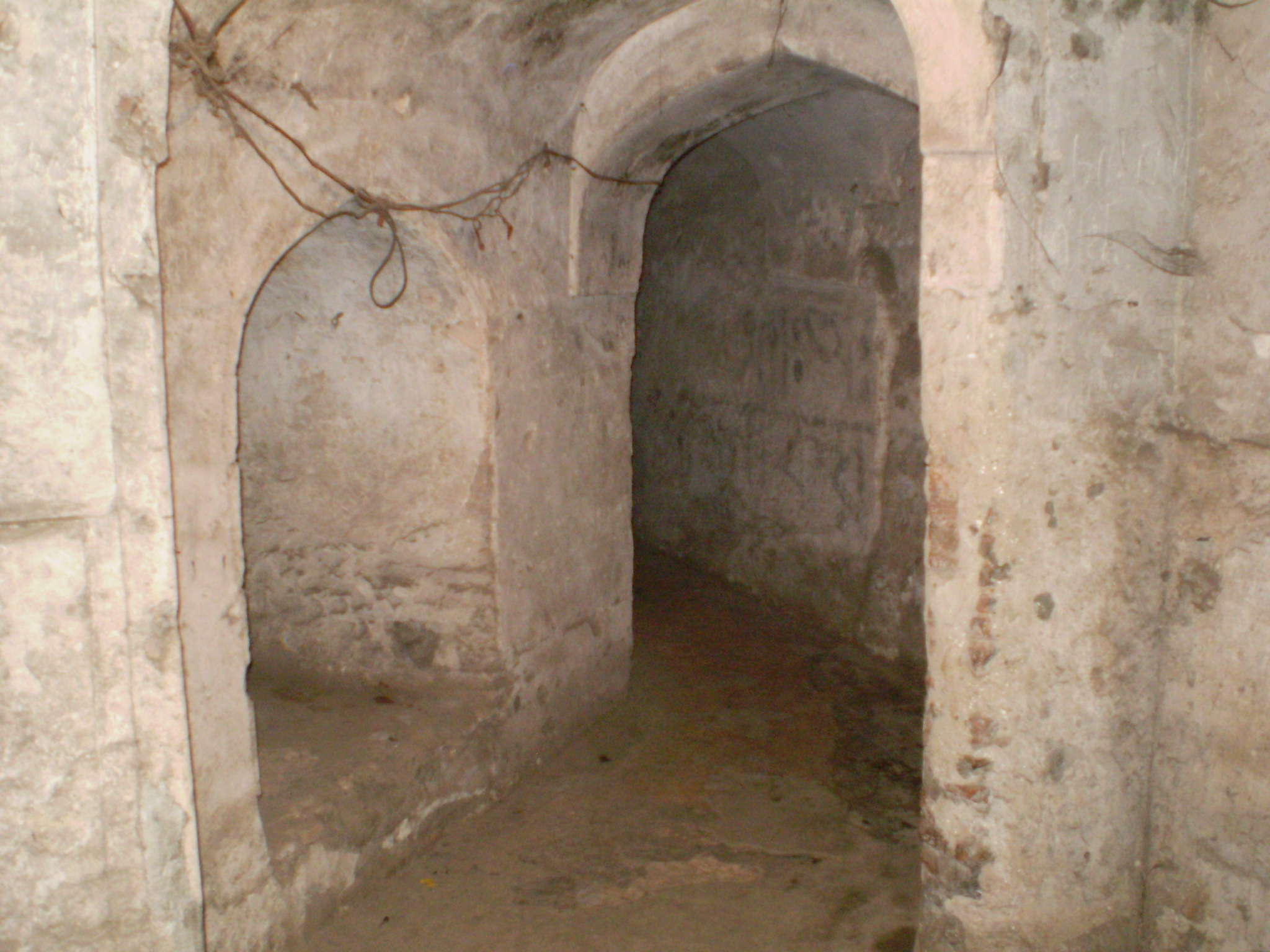
De binnenzijde van een deel van het complex

De Bara Katra is een historisch paleis in de stad Dhaka, de hoofdstad van Bangladesh. Het paleis is gebouwd tijdens de Moegoel-dynastie in de 17e eeuw. Het gebouw ligt ten zuiden van de Chawak-bazaar, dicht bij de noordelijke kant van de Buriganga-rivier.
De Bara Katra werd gebouwd tussen 1644 en 1646 als de officiële residentie van de prins Shah Shuja, de tweede zoon van keizer Shan Jahan. Van oorsprong was het paleis gebouwd rond een binnenplaats, met 22 kamers aan elke van de vier zijdes. Er waren twee poorten, aan de noord- en zuidkant. Bij de ruïnes staat een gebouw met de voorkant richting de rivier. Aan de zuidkant was een doorgang van drie verdiepingen hoog, met een centrale achthoekige kamer. De rest van het gebouw had twee verdiepingen en werd beschermd door verschillende achthoekige torens.
Meer dan de helft van het paleis is in de loop van de tijd vergaan als gevolg van nalatig onderhoud. De nog bestaande gebouwen verkeren in slechte staat. De Bengalese overheid heeft weinig kunnen doen, vooral doordat de huidige eigenaren zich daartegen verzetten. Zij hebben verschillende elementen toegevoegd die het originele karakter van het complex aantasten.